# ورزشکاه شهر آکوره
ورزشکاه شهر آکوره (به لاتین: Akure Township Stadium) یک ورزشگاه فوتبال در نیجریه است که در اکوره (نیجریه) واقع شده‌است.